# Cinyras

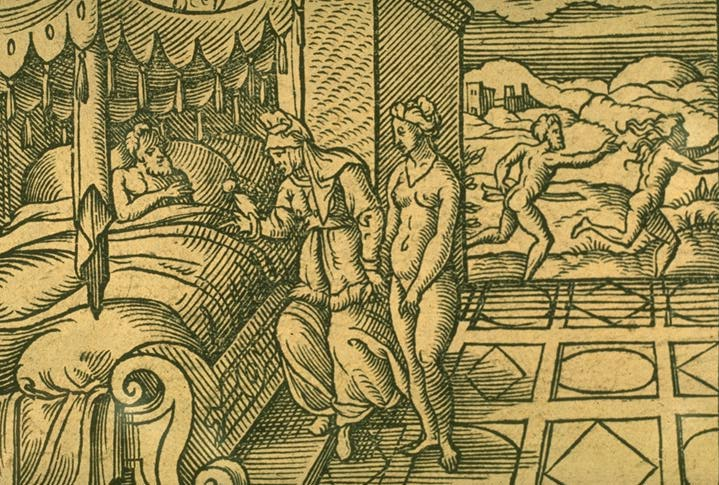
Myrrha et Cinyras, gravure de Virgil Solis pour le livre X des Métamorphoses d'Ovide, 1563

Cinyras (en grec ancien Κινύρας / Kinýras) ou Cinyre, fils d'Apollon et de Paphos, et fondateur de la ville Paphos, fut un roi de Chypre.

## Mythe
Cinyras a plusieurs ascendances selon les auteurs. Selon Lucien de Samosate, il est le fils du dieu Apollon et d'une mortelle appelée Paphos. Selon le Pseudo-Apollodore dans la Bibliothèque, Cinyras est le fils de Sandocos et de Pharnakè, fille de Mégassarès, roi d'Hyria. Selon Hygin, dans les Fables, Cinyras était un roi des Assyriens.
Fondateur d’un temple d'Aphrodite à Byblos, il a introduit le travail du métal et le culte d'Aphrodite, et était considéré à Chypre comme l'inventeur des arts et des instruments de musique, dont en particulier la flûte. Il est assez âgé quand les Grecs partis pour Troie abordent son île. Homère dit qu'il fit cadeau d'une armure à Agamemnon : elle s'étendait sur dix bandes d'acier noir, douze d'or, vingt d'étain, des serpents d'acier (trois de chaque côté) s'élançaient vers le cou.
Cinyras était d'un âge avancé, sur les générations avant, pendant et après la Guerre de Troie : roi à l'époque de la guerre de Troie, il fut l'un des Argonautes. À son retour de la guerre, Teucros abordant son île, y a fondé la ville de Salamine de Chypre, et épousé une de ses filles, Euné. Cinyras est également le père d'Adonis, qu'il engendre incestueusement avec sa fille Myrrha. Adonis défia son père dans un concours pour déterminer lequel était le meilleur joueur de lyre : Cinyras perdit et se suicida.

## Honneur
L'astéroïde troyen de Jupiter (22149) Cinyras est nommé en référence à ce personnage.

## Sources
- Pseudo-Apollodore, Bibliothèque [détail des éditions] [lire en ligne] (III, 9, 1 ; III, 14, 3), Épitome [détail des éditions] [lire en ligne] (III, 9).
- Homère, Iliade [détail des éditions] [lire en ligne] Chant XI, 20.
- Hygin, Fables [détail des éditions] [(la) lire en ligne] (LVIII ; CCXLII ; CCXLVIII ; CCLI ; CCLXX ; CCLXXI ; CCLXXV).
- Ovide, Métamorphoses [détail des éditions] [lire en ligne] (X, 294-559 et 708-739).
- Pindare, Odes [détail des éditions] (lire en ligne) (Néméennes, VIII, 18 ; Pythiques, II, 27).
- Platon, Les Lois [détail des éditions] [lire en ligne] (660 e).